# Morte e funeral de estado de Josef Stalin

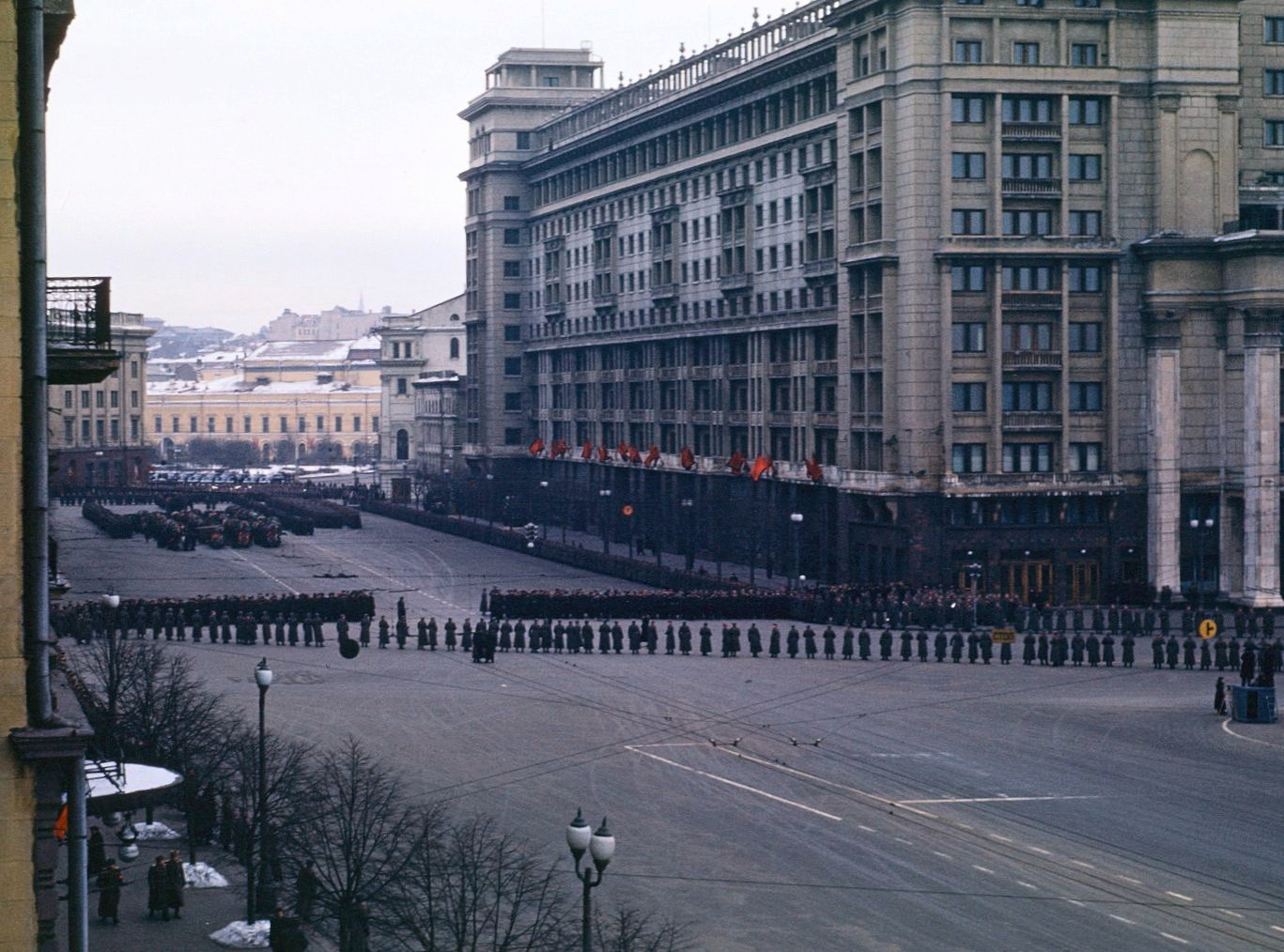
Procissão fúnebre de Stálin na estação de metro Okhotny Ryad, em Moscou. 09 de março de 1953.

A morte e funeral de Estado de Joseph Stálin ocorreu em 1953. Em 5 de março daquele ano, às 21:50 HLE, Stálin, o segundo líder da União Soviética, morreu em Kuntsevo Dacha, sua residência pessoal, aos 74 anos, depois de sofrer um derrame.
Após quatro dias de luto nacional, Stálin recebeu um funeral de Estado e, depois, foi sepultado no Mausoléu de Lênin, em 9 de março.
Nikita Khrushchev, Georgy Malenkov, Vyacheslav Molotov e Lavrentiy Beria foram encarregados de organizar o funeral.

## Doença e morte
A saúde de Stálin deteriorou-se no final da Segunda Guerra Mundial. Ele sofria de aterosclerose como resultado do tabagismo pesado em sua vida, um leve derrame na época da Parada da Vitória e um grave ataque cardíaco em outubro de 1945.
Na madrugada de 1 de março de 1953, depois de um jantar e de um filme que durou a noite inteira, Stálin chegou à sua residência em Kuntsevo e foi para seu quarto descansar. No dia seguinte, ele não saiu do quarto. Embora seus guardas pensassem que era estranho não vê-lo acordado em seu horário habitual, eles foram estritamente instruídos a não incomodá-lo e deixá-lo sozinho o dia inteiro. Por volta de dez horas da manhã, foi descoberto por Peter Lozgachev, o vice-comandante de Kuntsevo, que entrou em seu quarto para checar e recordou a cena de Stálin deitado de costas no chão de seu quarto ao lado de sua cama, vestindo seu pijama e suas roupas encharcadas de urina.  Amedrontado, Lozgachev perguntou a Stálin o que lhe aconteceu, mas tudo o que ele conseguiu tirar dele foram respostas ininteligíveis que soavam como "Dzhhhhh". Lozgachev usou o telefone do quarto para chamar freneticamente alguns oficiais do partido; Ele disse a eles que Stálin pode ter sofrido um derrame e pediu que mandassem bons médicos para a residência de Kuntsevo imediatamente.  Lavrentiy Beria foi informado e chegou algumas horas depois. Os médicos chegaram no início da manhã de 2 de março, quando trocaram as roupas de dormir de Stálin e cuidaram dele. Eles o diagnosticaram com uma hemorragia cerebral (derrame) causada por hipertensão (pressão alta), com a facilitação da hemorragia do estômago.  Ele foi tratado em sua casa com sanguessugas, como era costume na época. Em 3 de março, seu dublê, Felix Dadaev, foi chamado de férias de Moscou "para estar pronto para substituir Stálin, se necessário", o que nunca foi necessário. Em 4 de março, a doença de Stálin foi coberta na mídia em detalhes surpreendentes, como pulso, pressão arterial e exame de urina; por conveniência, o tempo de seu derrame foi dito em 2 de março e sua localização como Moscou. O Stálin acamado morreu no dia 5 de março, às 21:50 EET . Segundo sua filha Svetlana, foi "uma morte difícil e terrível". Uma autópsia revelou que ele havia morrido de uma hemorragia cerebral e que ele também sofria de graves danos às suas artérias cerebrais devido à aterosclerose. É possível que Stálin tenha sido assassinado. Beria foi suspeito de assassinato, embora nenhuma evidência firme tenha aparecido.

## Serviço funerário
No dia 6 de março, o caixão com o corpo de Stálin foi exposto no Salão das Colunas da Casa dos Sindicatos e ficou lá por três dias.  Em 9 de março, o corpo de Stálin foi entregue à Praça Vermelha para ser enterrado no Mausoléu de Lenin, onde permaneceu até 1961.  Os discursos foram proferidos por Khrushchev, Malenkov, Molotov e Beria.  Após os discursos, os carregadores carregaram o caixão até o mausoléu. Quando o corpo de Stálin foi colocado no mausoléu, um minuto de silêncio foi observado em todo o país às 12h (horário de Moscou).  Quando os sinos da torre do Kremlin soaram a hora, marcando o enterro do caixão de Stálin, sirenes soaram em todo o país junto com a saudação de 21 tiros que foi disparada dentro do recinto do Kremlin. Episódios semelhantes também foram realizados em outros países do Pacto de Varsóvia, juntamente com a China, Mongólia e Coréia do Norte.  Logo após o fim do silêncio, uma banda militar tocou o hino soviético. Depois que o hino foi tocado, uma parada militar da Guarnição de Moscou foi realizada em honra de Stálin. Nos esforços do público para prestar seus respeitos ao caixão de Stálin, várias pessoas morreram quando foram esmagadas e pisoteadas pela multidão acumulada.  Khrushchev forneceu uma estimativa de que 409 pessoas morreram no meio da multidão.

## Dignitários estrangeiros presentes
Segundo Ogoniok, incluíam os seguintes dignitários estrangeiros:
- Gheorghe Gheorghiu-Dej - Presidente do Conselho de Estado e Primeiro Ministro da Romênia, Primeiro Secretário do Partido dos Trabalhadores Romeno
- Bolesław Bierut - Primeiro Ministro da Polônia e Secretário Geral do Partido Operário Unificado Polaco.
- Konstantin Rokossovsky - Ministro da Defesa da Polônia
- Walter Ulbricht - Primeiro Secretário do Partido Socialista Unificado da Alemanha e Vice-Presidente do Conselho de Ministros da República Democrática Alemã
- Dolores Ibárruri - Secretário Geral do Partido Comunista da Espanha
- Otto Grotewohl - Presidente do Conselho de Ministros da República Democrática Alemã
- Max Reimann - Presidente do Partido Comunista da Alemanha Ocidental
- Valko Chervenkov - Primeiro Ministro da Bulgária e Secretário Geral do Partido Comunista da Bulgária
- Mátyás Rákosi - Secretário Geral do Partido do Trabalhador Húngaro
- Pietro Nenni - Secretário do Partido Socialista Italiano
- Palmiro Togliatti - Secretário Geral do Partido Comunista Italiano
- Jacques Duclos - Secretário Geral Interino do Partido Comunista Francês
- Klement Gottwald - Presidente da Checoslováquia, Presidente do Partido Comunista da Checoslováquia
- Spiro Koleka - Vice-Primeiro Ministro da República Popular da Albânia
- Zhou Enlai - Primeiro Ministro da República Popular da China
- Urho Kekkonen - Primeiro Ministro da Finlândia [18]
- Yumjaagiin Tsedenbal - Primeiro Ministro da Mongólia
- Harry Pollitt - Secretário Geral do Partido Comunista da Grã-Bretanha
- Johann Koplenig - Presidente do Partido Comunista da Áustria
- Jesus Lava - Presidente em exercício do Partido Komunista ng Pilipinas-1930

O líder checoslovaco, Klement Gottwald, morreu pouco depois de assistir ao funeral de Stálin, em 14 de março de 1953, depois que uma de suas artérias explodiu.

## Galeria
Clique nas imagens abaixo para ampliar.

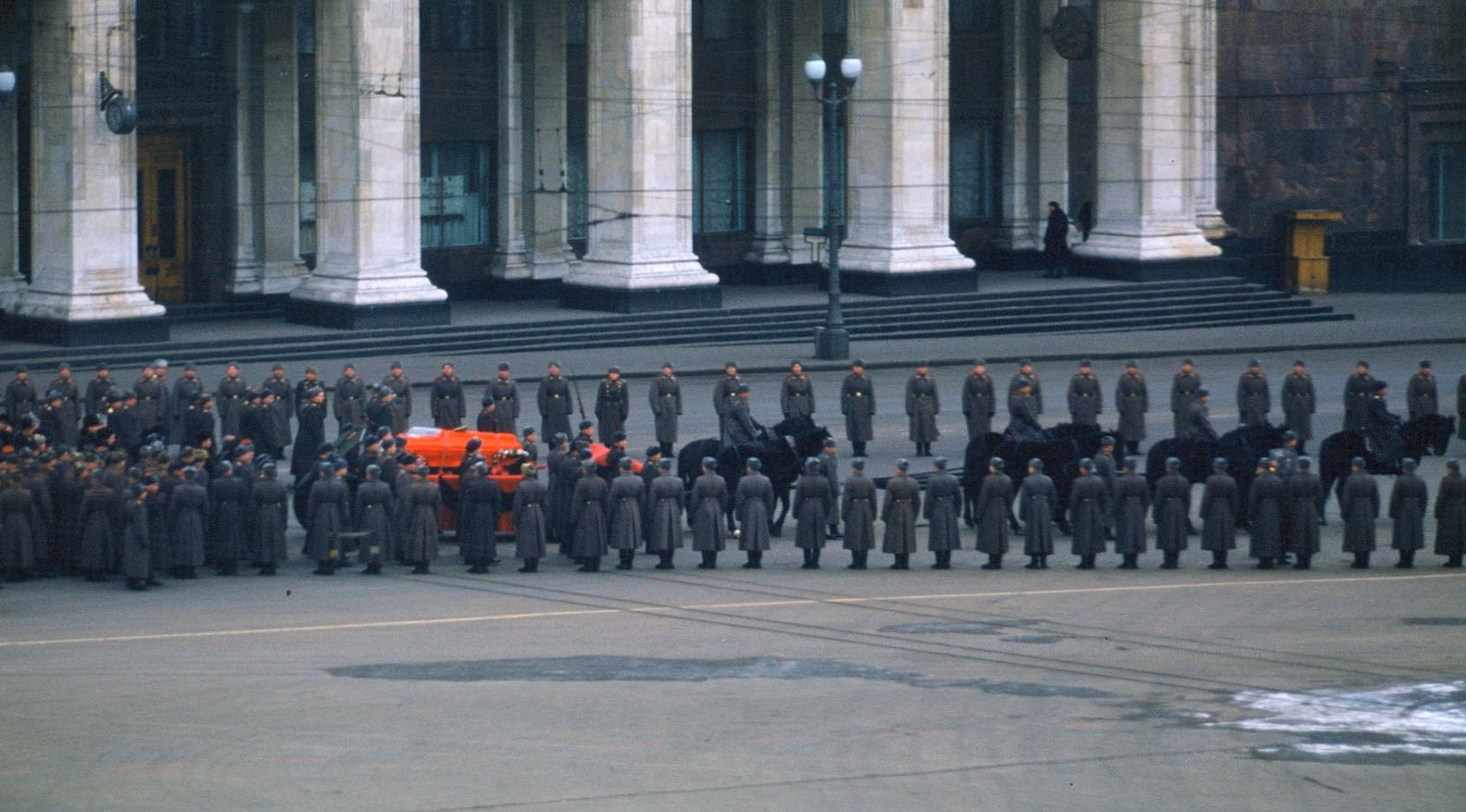
Procissão funerária de Stálin
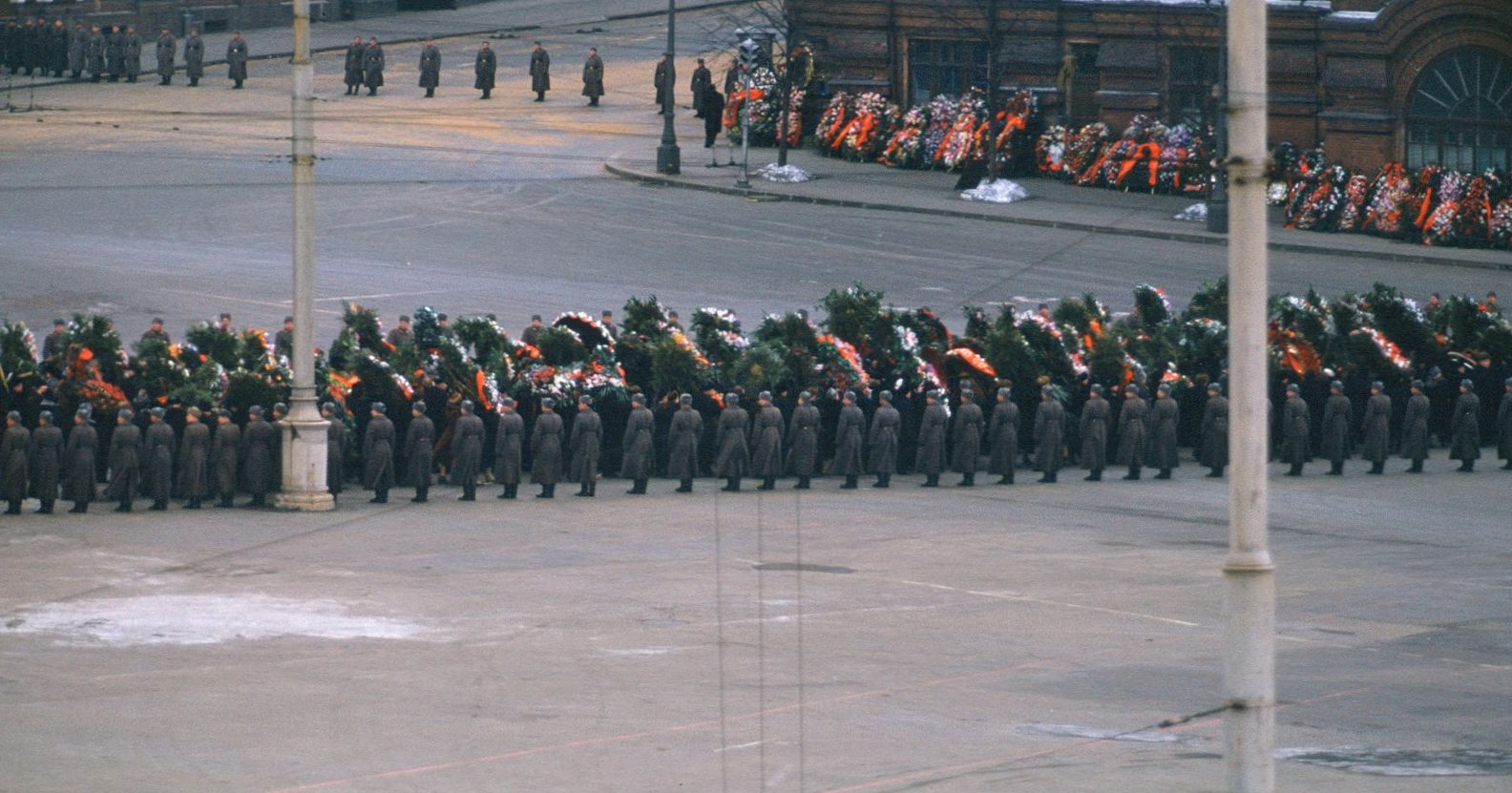
Flores no cortejo fúnebre
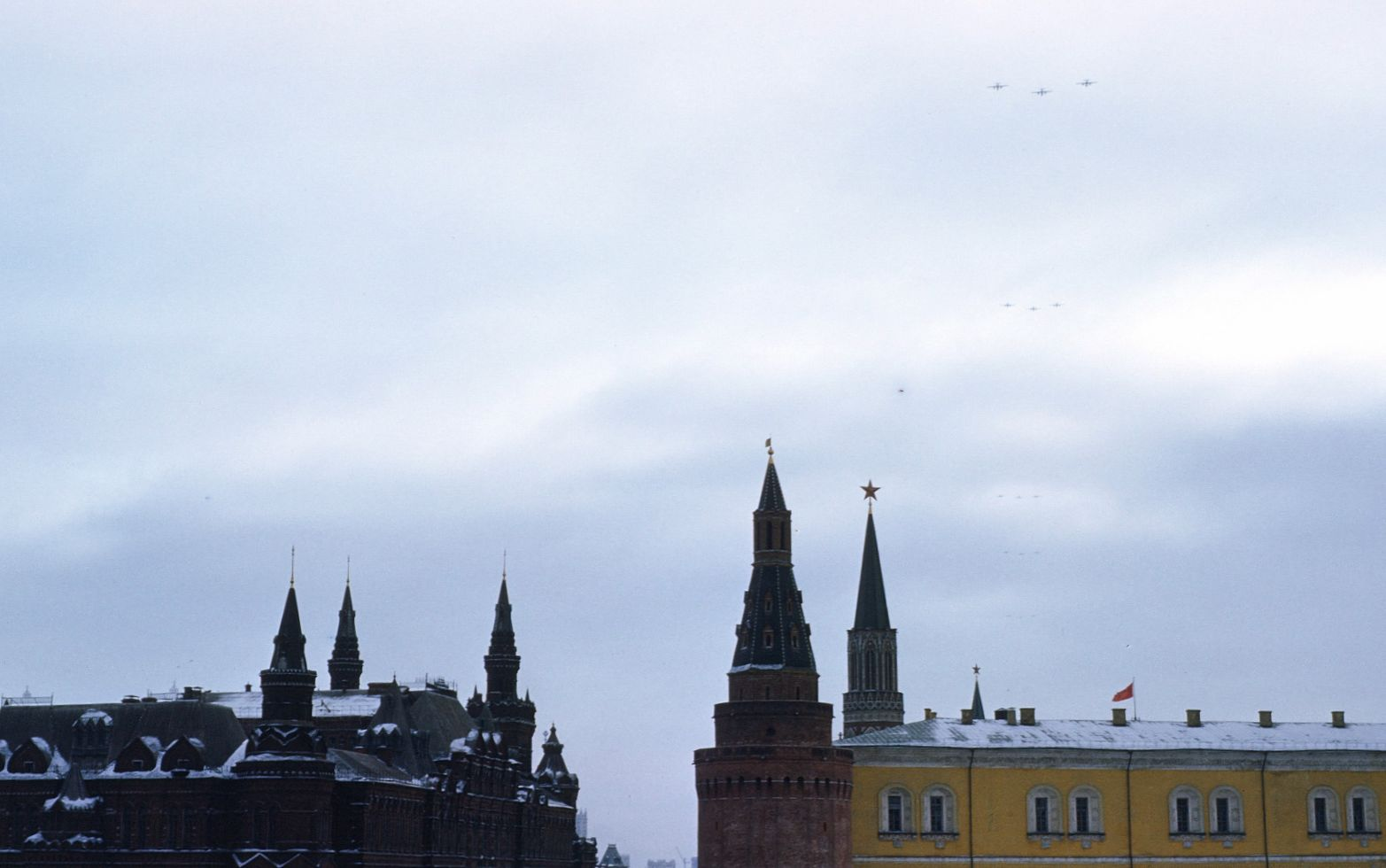
Aviões da Força Aérea Soviética durante a parada militar
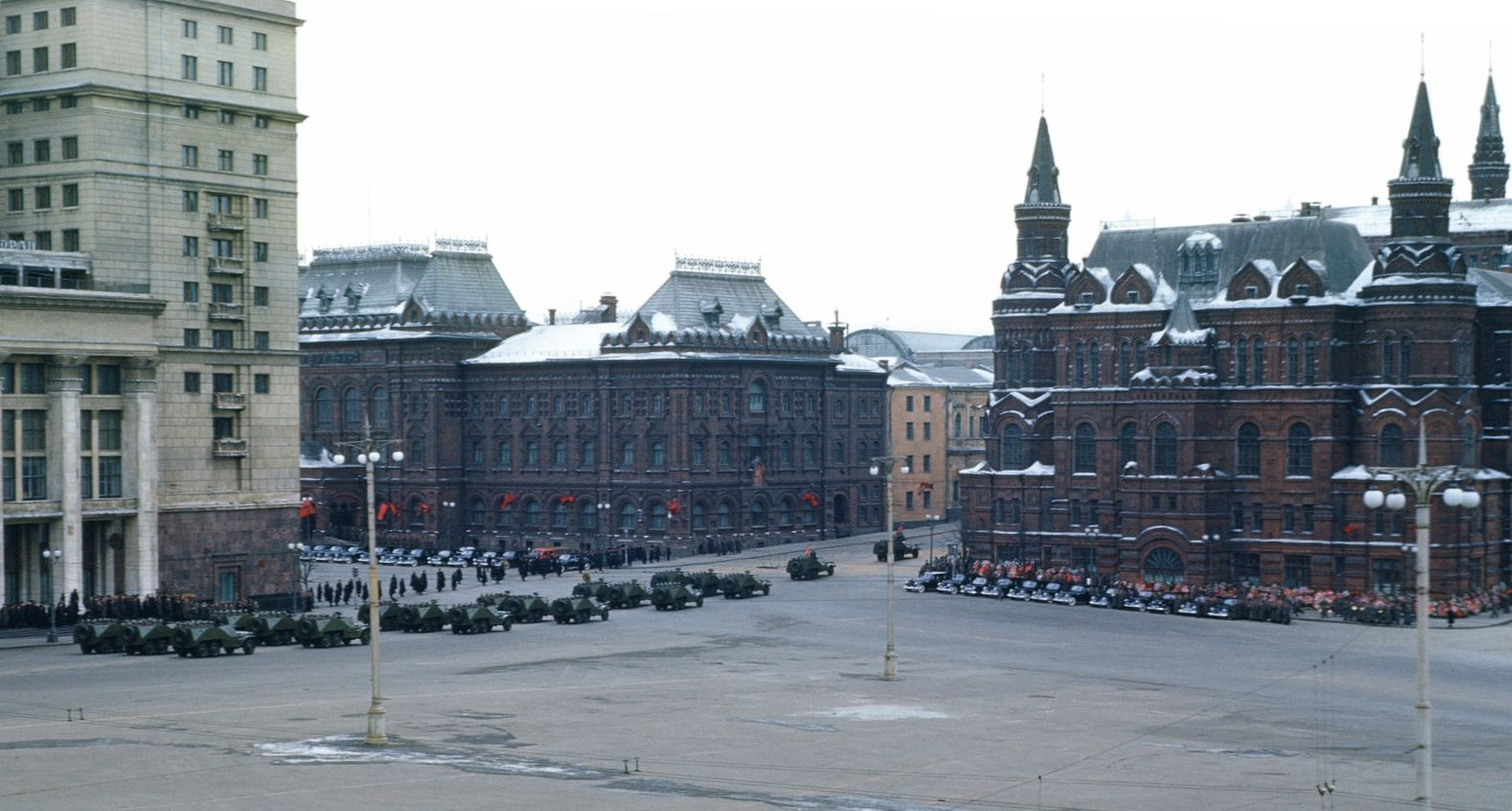
APCs foram para a Praça Vermelha
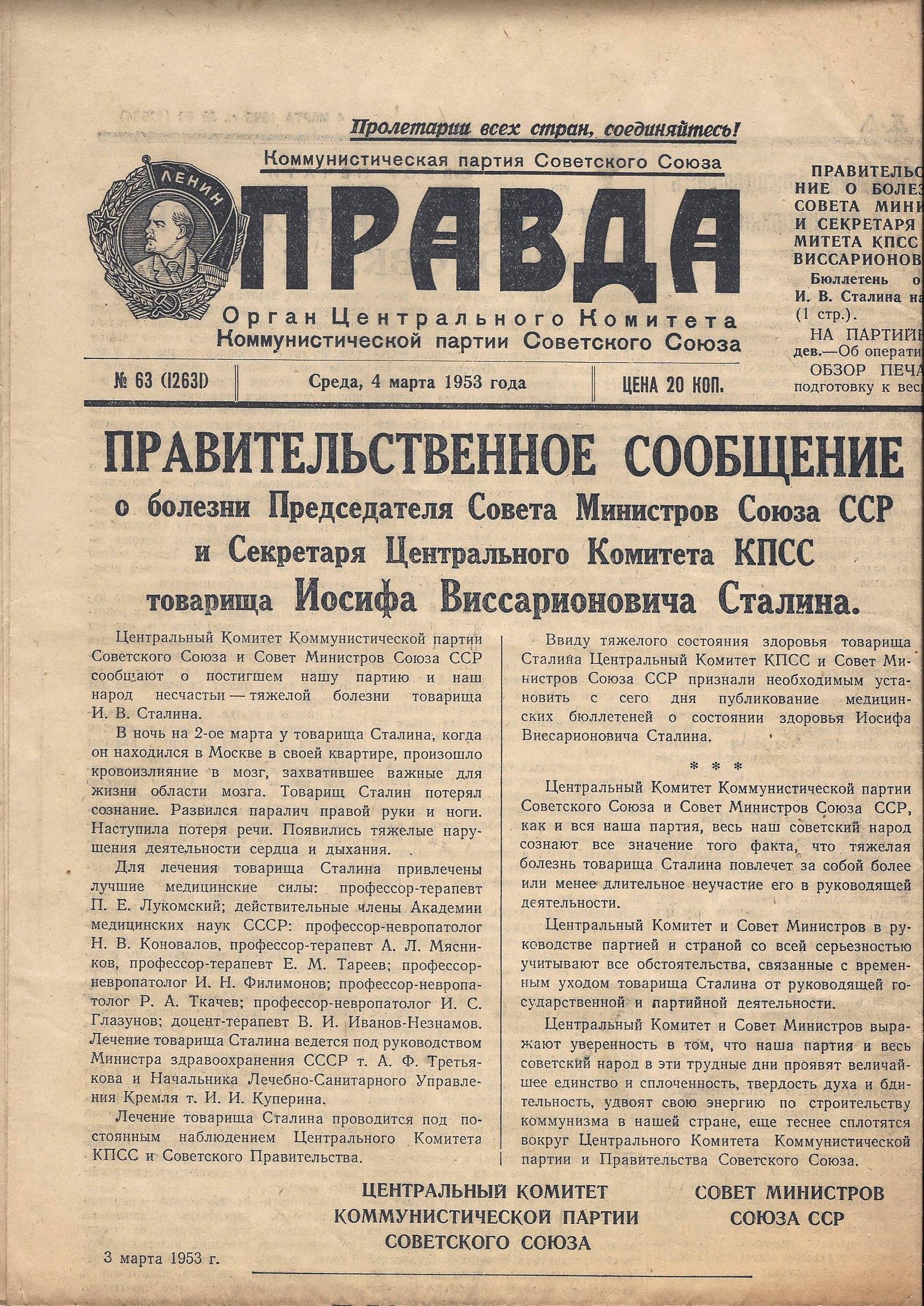
O primeiro relatório sobre a doença de Stálin no Pravda, três dias após o derrame (1 de março) e um dia antes de morrer. Edição de Pravda 63 (12631) de 4 de março de 1953.
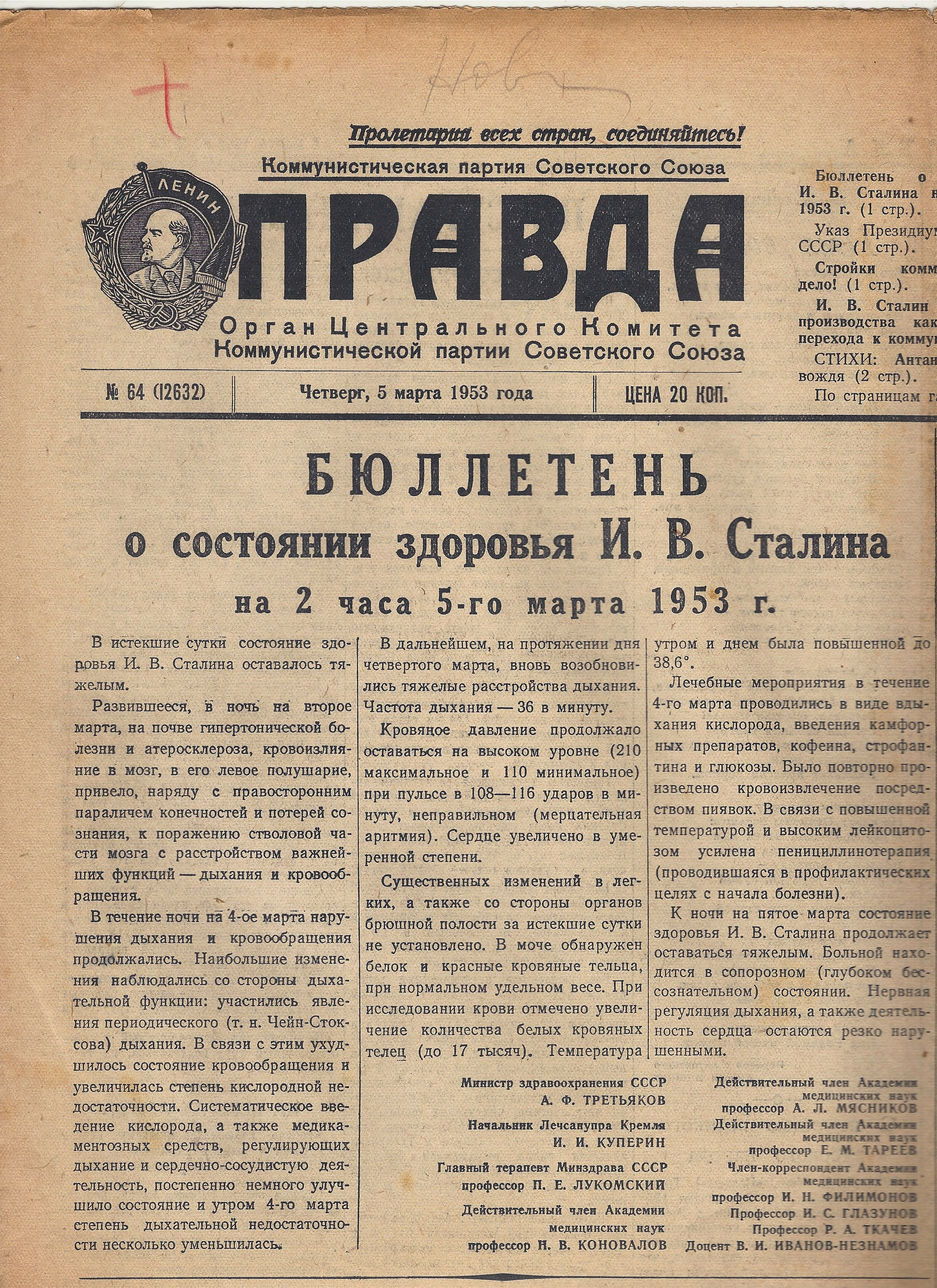
Relatório sobre a condição médica de Stálin, quatro dias após o derrame (1 de março) e 7 horas antes de morrer. Edição 64 de Pravda (12632) datada de 5 de março de 1953.
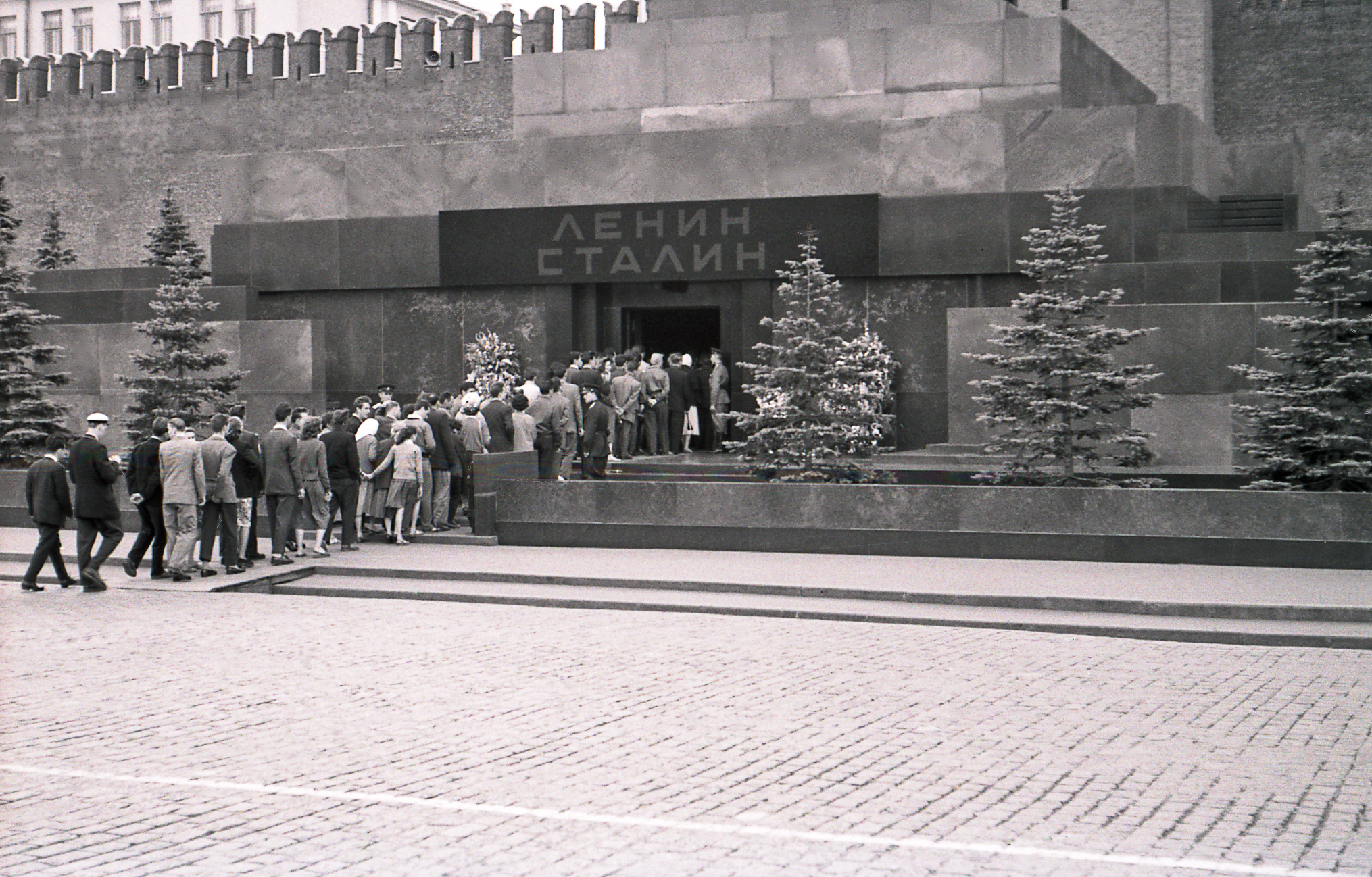
Mausoléu de Lenin e Stálin, agosto de 1957.